# 小宮山工介
小宮山 工介（こみやま こうすけ、1986年12月16日 - ）は、日本の男性キックボクサー。長野県上田市出身。国際空手道 北斗会館 押上本部所属。

## 来歴
道場を持っていた父親の影響で幼稚園児のころから空手を始め、60回を超える優勝の記録を持つ。
極真会館総本部所属として2005年、2006年の全日本ウェイト制空手道選手権大会・軽重量級で2年連続ベスト8入賞。
2007年9月16日、KAMINARIMON CLIMAX '07の60kg級トーナメントに出場。決勝で石井新一に判定勝ちし、優勝。大会MVPを獲得した。
2007年12月16日、21歳の誕生日にR.I.S.E.でプロデビューし、本間大介に判定勝ち。
2008年4月27日に開幕したRISING ROOKIES CUP 60kg級に出場。8月30日の決勝で布施将人にKO勝利し、優勝。
2008年11月30日、R.I.S.E. 51でM-1スーパーフェザー級王者長崎秀哉とノンタイトルマッチで対戦し、判定勝ち。
2009年5月31日、RISE 55で末広智明と対戦し、判定負け。プロ初黒星となった。
2009年11月22日、RISE 60でTURBΦと対戦し、判定勝ち。
2010年3月27日、K-1初参戦となったK-1 WORLD MAX 2010 〜-70kg Japan Tournament〜のスーパーファイトで村浜 TAKE HEROと対戦し、タオル投入によるTKO勝ち。
2010年5月2日、K-1 WORLD MAX 2010 〜-63kg Japan Tournament 1st Round〜で尾崎圭司と対戦し、判定負け。
2010年10月3日、RISE 71でポンシン・ギャッチャンシンと対戦し、右ハイキックでKO勝ち。当初は歌川暁文と対戦予定であったが、ろく軟骨骨折による欠場のため対戦相手が変更となった。
2010年12月19日、RISE 73Rで長堂"RIOT"雄司と対戦し、右ハイキックでKO勝ち。当初はRISEスーパーフェザー級王者板橋寛に挑戦予定であったが、板橋の負傷欠場により試合は延期となり、試合後のリング上で改めて板橋への挑戦をアピールした。
2011年2月27日、RISEスーパーフェザー級王者板橋寛に改めて挑戦し、2-1の判定勝ちで王座を獲得した。
2011年7月23日、RISE 80でWPKFオランダフェザー級王者ハムザ・エッサリと対戦し大差の判定勝ちを収めた。
2016年9月19日、K-1 WORLD GP 2016 スーパー・フェザー級世界最強決定トーナメントに出場。1回戦でパウロ・テバウと対戦し、判定で勝利するが、左足の負傷のためドクターストップで準決勝を棄権した。
2017年7月12日、徳島県鳴門市鳴門町土佐泊浦の県道で乗用車とトラックが正面衝突する事故があり、仕事の営業中に現場を通りかかった際にトラックの窓ガラスを割るなどして救助に当たった。徳島県警鳴門署によると、乗用車が燃え始めたため、小宮山は乗用車を運転していた車両整備士の男性をひきずり出して救助し、トラックの助手席の窓を肘で割り、運転していた男性会社員の脱出を助けた。
2018年3月21日、第4代スーパー・フェザー級王座決定トーナメントに出場。1回戦でスアレック・ルークカムイに左ハイキック、準決勝で皇治に判定で勝利するも、決勝戦で武尊にKO負け。
2024年12月に開催された「BreakingDown14」に出場し、大野篤貴と対戦。試合では顔面への左膝蹴りをもらい、ダウン。レフリーが試合続行不能と判断しTKO負け。

## 戦績

### プロキックボクシング
| キックボクシング 戦績 | キックボクシング 戦績 | キックボクシング 戦績 | キックボクシング 戦績 | キックボクシング 戦績 | キックボクシング 戦績 | キックボクシング 戦績 |
| --------------------- | --------------------- | --------------------- | --------------------- | --------------------- | --------------------- | --------------------- |
| 41 試合               | (T)KO                 | 判定                  | その他                | 引き分け              | 無効試合              |                       |
| 33 勝                 | 13                    | 19                    | 1                     | 0                     | 0                     |                       |
| 8 敗                  | 2                     | 6                     | 0                     | 0                     | 0                     |                       |

| 勝敗 | 対戦相手                         | 試合結果                                          | 大会名 | 開催年月日     |
| ×    | レオナ・ペタス                   | 2R 2:12 KO（左ジャブ）                            | K-1 WORLD GP 2019 JAPAN ～K-1スーパー・バンタム級世界最強決定トーナメント～                                                                         | 2019年6月30日  |
| ○    | 郷州征宜                         | 3R終了 判定3-0                                    | K-1 WORLD GP 2019 JAPAN ～K'FESTA.2～ | 2019年3月10日  |
| ×    | 武尊                             | 3R 2:02 KO（3ダウン：右ストレート）               | K-1 WORLD GP 2018 JAPAN ～K'FESTA.1～ 【K-1 WORLD GP 第4代スーパー・フェザー級王座決定トーナメント決勝戦】                                          | 2018年3月21日  |
| ○    | 皇治                             | 3R終了 判定3-0                                    | K-1 WORLD GP 2018 JAPAN ～K'FESTA.1～ 【K-1 WORLD GP 第4代スーパー・フェザー級王座決定トーナメント準決勝】                                          | 2018年3月21日  |
| ○    | スアレック・ルークカムイ         | 1R 2:56 KO（左ハイキック）                        | K-1 WORLD GP 2018 JAPAN ～K'FESTA.1～ 【K-1 WORLD GP 第4代スーパー・フェザー級王座決定トーナメント1回戦】                                           | 2018年3月21日  |
| ○    | スタウロス・エグザコスティディス | 3R終了 判定2-0                                    | K-1 WORLD GP 2017 JAPAN ～初代ヘビー級王座決定トーナメント～                                                                                        | 2017年11月23日 |
| ○    | パウロ・テバウ                   | 3R終了 判定3-0                                    | K-1 WORLD GP 2016 IN JAPAN ～スーパー・フェザー級世界最強決定トーナメント～ 【K-1 WORLD GP 2016 スーパー・フェザー級世界最強決定トーナメント1回戦】 | 2016年9月19日  |
| ×    | ユン・チー                       | 3R終了 判定0-2                                    | K-1 WORLD GP 2016 IN JAPAN～-65kg世界最強決定トーナメント～                                                                                         | 2016年6月24日  |
| ○    | マンサワー・ヤクビ               | 4R終了 判定3-0                                    | RISE 109 | 2016年1月31日  |
| ○    | SHIGERU                          | 2R 0:17 TKO                                       | BLADE 1-BLADE FIGHTING CHAMPIONSHIP-BLADE FC JAPAN -61kg 【決勝戦】                                                                                 | 2014年12月19日 |
| ○    | 勝次                             | 3R終了 判定3-0                                    | BLADE 1-BLADE FIGHTING CHAMPIONSHIP-BLADE FC JAPAN -61kg 【準決勝】                                                                                 | 2014年12月19日 |
| ○    | ヤスユキ                         | 3R終了 判定3-0                                    | BLADE 1-BLADE FIGHTING CHAMPIONSHIP-BLADE FC JAPAN -61kg 【1回戦】                                                                                  | 2014年12月19日 |
| ×    | ゲーオ・フェアテックス           | 3R終了 判定0-3                                    | RISE 100～BLADE 0～ | 2014年7月12日  |
| ×    | マキ・ピンサヤーム               | 5R終了 判定0-2                                    | MA日本キック DRAGON.5 ～THE ONE AND ONLY～ 門戸開放                                                                                                 | 2014年4月13日  |
| ○    | 郷州力                           | 5R終了 判定2-0                                    | RISE 97 | 2014年1月25日  |
| ×    | 一刀                             | 3R終了 判定0-3                                    | RISE 95 | 2013年9月13日  |
| ○    | 裕樹                             | 3R終了 判定2-0                                    | RISE 93 | 2013年6月9日   |
| ○    | キム・ソンジェ                   | 3R終了 判定3-0                                    | SHOOT BOXING2013 | 2013年4月20日  |
| ○    | ナグランチューン・マーサM16      | 4R終了 判定2-0                                    | シュートボクシング WORLD TOURNAMENT S-cup2012 | 2012年11月17日 |
| ○    | 歌川暁文                         | 3R終了 判定3-0                                    | シュートボクシング 2012～Road to S-cup～act.4 | 2012年9月17日  |
| ○    | 花田元誓                         | 4R 2:53 TKO（セコンドからのタオル投入）           | RISE 88 【RISEスーパーフェザー級タイトルマッチ】 | 2012年6月2日   |
| ○    | ムー・ユエロン                   | 1R 1:12 TKO（パンチ連打）                         | RISE 87 | 2012年3月24日  |
| ○    | セルジオ・ヴィールセン           | 1R 2:08 KO (左上段前蹴り)                         | RISE 85 | 2011年11月23日 |
| ○    | ハムザ・エッサリ                 | 3R終了 判定3-0                                    | RISE 80 | 2011年7月23日  |
| ○    | 板橋寛                           | 5R終了 判定2-1                                    | RISE 74 【RISEスーパーフェザー級タイトルマッチ】 | 2011年2月27日  |
| ○    | 長堂"RIOT"雄司                   | 1R 2:17 KO（右ハイキック）                        | RISE 73R | 2010年12月19日 |
| ○    | ポンシン・ギャッチャンシン       | 2R 2:19 KO（右ハイキック）                        | RISE 71 | 2010年10月3日  |
| ×    | 尾崎圭司                         | 3R終了 判定1-2                                    | K-1 WORLD MAX 2010 〜-63kg Japan Tournament 1st Round〜 【1回戦】                                                                                   | 2010年5月2日   |
| ○    | 村浜武洋                         | 2R 1:49 TKO（タオル投入）                         | K-1 WORLD MAX 2010 〜-70kg Japan Tournament〜 【スーパーファイト】                                                                                  | 2010年3月27日  |
| ○    | TURBΦ                            | 3R終了 判定3-0                                    | RISE 60 | 2009年11月22日 |
| ○    | 九島亮                           | 3R 0:57 KO（右フック）                            | RISE 59 | 2009年10月4日  |
| ×    | 末広智明                         | 3R+延長R終了 判定0-3                              | RISE 55 | 2009年5月31日  |
| ○    | Parazinho                        | 1R 2:21 KO（3ノックダウン）                       | R.I.S.E. 53 | 2009年3月29日  |
| ○    | 長崎秀哉                         | 3R終了 判定3-0                                    | R.I.S.E. 51 | 2008年11月30日 |
| ○    | 布施将人                         | 2R 2:13 KO（3ノックダウン）                       | R.I.S.E. 49 〜RISING ROOKIES CUP〜 【RISING ROOKIES CUP -60kg 決勝】                                                                                | 2008年8月30日  |
| ○    | 中村誠                           | 3R 1:11 TKO（ドクターストップ：左まぶたのカット） | R.I.S.E. 48 〜THE KING OF GLADIATORs '08〜 | 2008年7月4日   |
| ○    | 麻原将平                         | 不戦勝（麻原の負傷欠場）                          | R.I.S.E. 47 〜RISING ROOKIES CUP〜 【RISING ROOKIES CUP -60kg 準決勝】                                                                              | 2008年6月1日   |
| ○    | 高平大需                         | 3R+延長R終了 判定3-0                              | R.I.S.E. XLV 【RISING ROOKIES CUP -60kg 1回戦】 | 2008年4月27日  |
| ○    | 秋草利光                         | 1R 2:40 KO                                        | R.I.S.E. -γ- "R.O.C" | 2008年2月22日  |
| ○    | 本間大介                         | 3R終了 判定2-0                                    | R.I.S.E. DEAD OR ALIVE TOURNAMENT '07 | 2007年12月16日 |

### アマチュアキックボクシング
| 勝敗 | 対戦相手 | 試合結果          | 大会名                                               | 開催年月日    |
| ×    | 大野篤貴 | 1R TKO (膝蹴り)   | BreakingDown14                                       | 2024年12月8日 |
| ○    | 石井新一 | 3分1R終了 判定3-0 | KAMINARIMON CLIMAX '07 【60kg級トーナメント 決勝】   | 2007年9月16日 |
| ○    | 渡辺康司 | 3分1R終了 判定3-0 | KAMINARIMON CLIMAX '07 【60kg級トーナメント 準決勝】 | 2007年9月16日 |
| ○    | 下坪卓暁 | 3分1R終了 判定3-0 | KAMINARIMON CLIMAX '07 【60kg級トーナメント 2回戦】  | 2007年9月16日 |
| ○    | 下立晃大 | 1R KO             | KAMINARIMON CLIMAX '07 【60kg級トーナメント 1回戦】  | 2007年9月16日 |

## 獲得タイトル
- R.I.S.E. RISING ROOKIES CUP 60kg級 優勝（2008年）
- KAMINARIMON CLIMAX '07 60kg級 優勝（2007年）
- 第3代RISEスーパーフェザー級王座（2011年）
- BLADE FC JAPAN CUP -61kg 優勝（2014年）